# Nguyễn Đình Hòa
Nguyễn Đình Hoà (17 tháng 1 năm 1924- 10 tháng 12 năm 2000) nhà ngôn ngữ học nổi tiếng người Việt Nam, nguyên giáo sư Đại học Văn khoa Sài Gòn.
Giáo sư Nguyễn Đình Hoà sinh ngày 17 tháng 1 năm 1924 tại Hà Nội. Xuất thân từ trường Bưởi, ông du học Mỹ từ rất sớm và tốt nghiệp cử nhân và thạc sĩ văn chương tại Viện Đại học New York từ 1950 đến 1956. Ông là Chủ tịch Ủy ban Văn hoá xã hội của UNESCO của chính quyền Việt Nam Cộng Hoà. Ông là giáo sư về ngôn ngữ và văn chương tại Viện Đại học Sài Gòn, và có giảng ở Viện Đại học Huế.
Năm 1969 ông qua Hoa Kỳ, là học giả Hàn lâm viện tiểu bang Illinois. Sang thập niên 1970 ông là tùy viên văn hóa thuộc tòa đại sứ Việt Nam Cộng hòa ở Washington, DC. Năm 1990, ông nghỉ hưu và tiếp tục làm giáo sư giảng dạy ở San Jose và Cao đẳng Mission. Ông sáng lập Viện Việt học ở Canada.
Ông qua đời vào lúc 2 giờ 30 chiều ngày 10 tháng 12 năm 2000 tại Mountain View (Bắc California).

## Tác phẩm
1. NTC's Vietnamese-English Dictionary. NTC Publishing Group, 1995.
2. Vietnamese - English Dictionary. Tokyo, Japan: Charles & Tutle Publishers, 1970 (12th edition).
3. Read Vietnamese
4. Speak Vietnamese
5. Vietnamese/Tiếng Việt không son phấn. John Benjamins Publishing Co, 1997.
6. From the City Inside the Red River: A Cultural Memoir of Mid-Century Vietnam (Từ thành phố trong sông Hồng: Hồi ký văn hoá về Việt Nam giữa thế kỷ). Jefferson, NC: McFarland & Co, 1999.